# متیل هیدروکسی کالکون
متیل هیدروکسی کالکون (به انگلیسی: Methyl hydroxychalcone) با فرمول شیمیایی C۱۶H۱۴O۲ یک ترکیب شیمیایی با شناسه پاب‌کم ۶۴۴۰۳۸۳ است. که جرم مولی آن ۲۳۸٫۲۸ g/mol می‌باشد. 